# Hoh (tribu)
Pour les articles homonymes, voir Hoh.
Les Hoh sont une tribu amérindienne présente dans le nord-ouest des États-Unis et plus particulièrement dans l’État de Washington. La tribu vit au nord-ouest de la péninsule Olympique à l'intérieur d'une réserve amérindienne sur le territoire du comté de Jefferson.
La réserve est localisée à l'embouchure du fleuve Hoh au niveau de l'océan Pacifique. Cette réserve leur appartient depuis la signature d'un traité de paix le 1er juillet 1855. Selon le recensement de 2000, la population était de 102 habitants dont 82 Amérindiens.
Comme beaucoup de tribus de la région, leur alimentation se basait en grande partie sur la pêche et notamment au saumon.